# Anja Klotzbücher

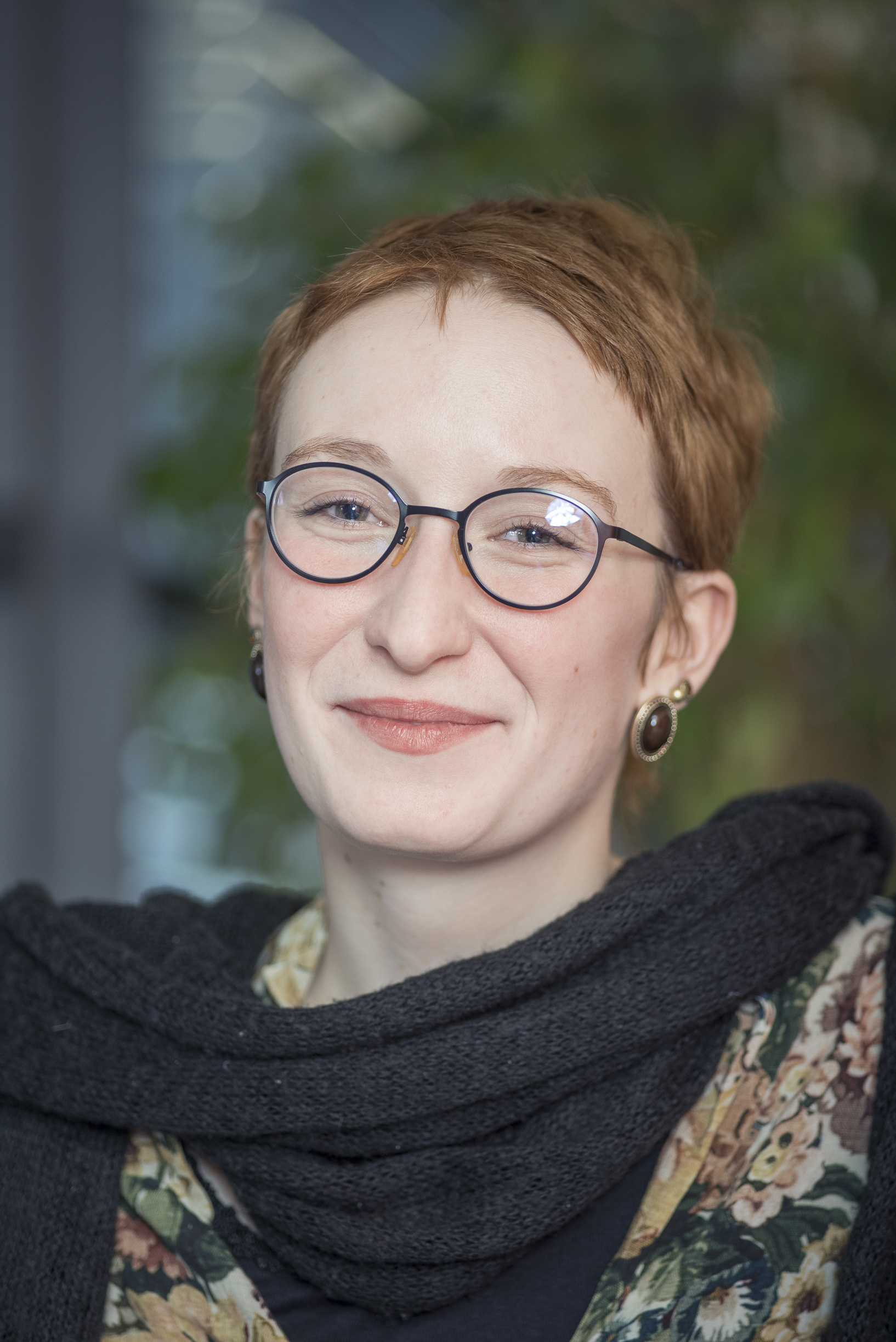
Anja Klotzbücher (2016)

Anja Klotzbücher (* 23. Dezember 1994 in Augsburg) war zwischen 2014 und 2019 Abgeordnete der Partei Die Linke im Sächsischen Landtag.

## Leben
Anja Klotzbücher lebte seit dem Grundschulalter in Chemnitz. Während ihrer Schulzeit engagierte sie sich zunächst jugend- und bildungspolitisch. Im Jahr 2009 gründete sie den Kreisschülerrat Chemnitz neu, von 2011 bis 2013 engagierte sie sich im Vorstand des LandesSchülerRates Sachsen. In dieser Zeit war sie maßgeblich mitverantwortlich für die Organisation der Schülerproteste, Aktionstage und Großdemonstrationen gegen Lehrermangel. Des Weiteren gewann sie im Jahr 2009 gemeinsam mit dem Projekt „Schlaue Eule“, in dem sie als Schülermediatorin mitwirkte, den Chemnitzer Friedenspreis.
Seit 2013 studiert sie Geschichte und Soziologie an der TU Dresden. Sie ist Mitglied der Linksjugend solid. Bei der Landtagswahl in Sachsen am 31. August 2014 wurde sie über die Landesliste in den Sächsischen Landtag gewählt. Dort war sie innerhalb der Fraktion Die Linke zuständig für Europapolitik. Außerdem übernahm sie das Amt der stellvertretenden Vorsitzenden des Europaausschusses im Sächsischen Landtag.
Anja Klotzbücher lebt in Dresden.